# QSAT-EOS
QSAT-EOS（愛称「つくし」）は、九州大学が製造した超小型衛星。2014年11月6日にドニエプルロケットによりロシアのオレンブルク州ヤースヌイ宇宙基地からASNAROの相乗りで東京大学と次世代宇宙システム技術研究組合のほどよし1号機、東京工業大学と東京理科大学のTSUBAME、大同大学、名古屋大学のChubuSatと同時に打ち上げられた。

## 概要
新規開発センサによる微小デブリ観測、三次元地磁気観測による高精度宇宙天気予報、データ通信用電波自体を用いた局地的な集中豪雨や積乱雲の成長などのリアルタイム観測が目的。